# Peponidium ankaranense
Peponidium ankaranense är en måreväxtart som först beskrevs av Jean Arènes och Alberto Judice Leote Cavaco, och fick sitt nu gällande namn av Razafim., Lantz och Birgitta Bremer. Peponidium ankaranense ingår i släktet Peponidium och familjen måreväxter.
Artens utbredningsområde är Madagaskar. Inga underarter finns listade i Catalogue of Life.